# Istanti
Istanti (Instantes in spagnolo) è il titolo di un testo erroneamente attribuito allo scrittore argentino Jorge Luis Borges. È molto diffuso sia in articoli, raccolte, poster, diffuso su internet e inviato per e-mail, soprattutto in spagnolo.
Le versioni spagnole, con qualche variazione, consistono in una poesia narrata in prima persona da parte di una persona di 85 anni, la quale si pente di non aver apprezzato alcune piccole gioie durante la sua vita, avendo piuttosto mantenuto atteggiamenti prudenti e responsabili.
La scelta delle parole, la sintassi e lo stile non corrispondono a quelli di Borges.

## Il testo originale e il suo autore
La prima versione conosciuta di questo testo è opera dell'umorista e disegnatore di fumetti statunitense Don Herold; fu pubblicata su Reader's Digest nell'ottobre 1953 con il titolo "I'd Pick More Daisies" ("Raccoglierei più margherite"). Il testo di Herold è in prosa e non ha quel tono malinconico della poesia in spagnolo:
Una delle frasi del testo originale di Herold è anche il titolo della ballata sentimentale "If I Had My Life to Live Over", di Moe Jaffe, Larry Vincent e Charles Tobias, che ebbe successo dopo la seconda guerra mondiale, quando fu interpretata da Kate Smith, Buddy Clark, Bob Eberly e Eddy Arnold, tra gli altri. Fu pubblicata nel 1939. Il suo testo inizia con i seguenti versi:
Farei le stesse cose ancora

Vorrei ancora vagare fino a quel posto che chiamiamo casa

Dove la mia felicità non finirebbe mai.»
Il titolo e il contenuto di questa canzone potrebbero aver ispirato l'articolo umoristico di Don Herold.

## Le versioni apocrife in inglese e in spagnolo
Un'altra versione in inglese, attribuita a una certa Nadine Stair o Nadine Strain, inizia:
Una delle più diffuse versioni spagnole erroneamente attribuita a Borges inizia con i seguenti versi:
En la próxima trataría de cometer más errores

No intentaría ser tan perfecto, me relajaría más

Sería más tonto de lo que he sido, de hecho

tomaría muy pocas cosas con seriedad

Sería menos higiénico»
La prossima volta cercherei di fare più errori

Eviterei di essere così perfetto, mi rilasserei di più

Sarei più sciocco di quanto non sia stato, in realtà

Prenderei pochissime cose seriamente

Sarei meno igienico»

## I più importanti errori di attribuzione
Versioni in spagnolo, in forma di poesia, furono erroneamente attribuite a Borges da riviste letterarie messicane come Plural (maggio 1989, pagine 4–5) e libri (come in "Todo México" di Elena Poniatowska, pagina 144).
Nel dicembre 2005 il cantante irlandese Bono lesse in spagnolo alcune righe della poesia durante lo spettacolo televisivo messicano Teletón México 2005 e lì attribuì al "poeta cileno Borges."
L'errata attribuzione era così diffusa che perfino il poeta e studioso Alastair Reid tradusse una delle versioni spagnole in inglese credendo che fosse opera di Borges. La traduzione di Reid inizia con:
next time I would try to make more mistakes.

I would not try to be so perfect. I would be more relaxed.

I would be much more foolish than I have been. In fact,

I would take very few things seriously.

I would be much less sanitary.»